# Karl August Luther
Karl August Luther, detto Charles (Göteborg, 8 agosto 1885 – Göteborg, 24 gennaio 1962), è stato un velocista svedese.

## Carriera
Vinse la sua unica medaglia alle Olimpiadi nel 1912 nella staffetta 4×100 metri.

## Palmarès
| Anno | Manifestazione  | Sede      | Evento      | Risultato  | Prestazione | Note                          |
| ---- | --------------- | --------- | ----------- | ---------- | ----------- | ----------------------------- |
| 1912 | Giochi olimpici | Stoccolma | 100 m piani | Semifinale | n/d         |                               |
| 1912 | Giochi olimpici | Stoccolma | 200 m piani | Semifinale | 22"3        | Miglior prestazione personale |
| 1912 | Giochi olimpici | Stoccolma | 4×100 m     | Argento    | 42"6        |                               |